# Schöder
Schöder é um município da Áustria, situado no distrito de Murau, no estado da Estíria. Tem 74,93 km² de área e sua população em 2019 foi estimada em 940 habitantes.